# Perito industriale
Il perito industriale (l'abbreviazione ufficiale del titolo professionale da utilizzare è Per. ind. indipendentemente dalla tipologia di specializzazione posseduta), nella legislazione italiana, è un professionista operante, nell'ambito delle proprie competenze e specializzazioni, nei settori di ingegneria industriale, ingegneria civile e settore terziario.
La professione di perito industriale è regolamentata dalla legge ed in seguito all’entrata in vigore della legge 89/16 (disposizioni in materia di ordinamento professionale), il titolo di perito industriale spetta a coloro che hanno conseguito la laurea di cui all’articolo 55, comma 1, del regolamento di cui al DPR 328/2001.
L'ordine professionale è organizzato in ordini provinciali che fanno capo al consiglio nazionale, con sede a Roma.

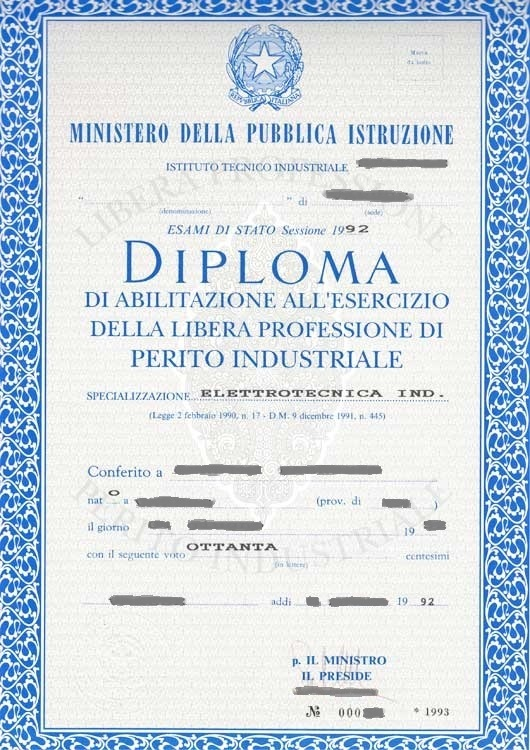
Un diploma di abilitazione professionale rilasciato con il superamento dell'esame di Stato. Nel caso specifico, la specializzazione è in elettrotecnica industriale.

Il termine "perito" deriva dal latino peritus, ovvero esperto, abile, e sta ad indicare chi possiede una conoscenza pratica di determinate materie. Il termine "industriale" deriva da industria, di derivazione latina, che in origine voleva dire "operosità", "inventiva", per poi passare ad indicare il sistema preposto alla produzione di beni materiali e servizi su larga scala, caratterizzato dall'uso generalizzato di macchine.

## Storia
La figura di perito industriale compare in Italia per la prima volta con la legge di riordino dell'istruzione professionale del 1912, che menziona il "diploma di perito industriale", rilasciato dalle scuole di terzo grado di carattere industriale e che permetteva l'iscrizione all'albo dei periti tecnici dei tribunali. La professione nasce nel 1923 con la "Legge per la tutela del titolo e dell'esercizio professionale degli ingegneri e degli architetti", con la quale si istituiscono gli albi provinciali per i periti agrimensori (geometri) e per le altre categorie dei periti tecnici (periti industriali). L'albo speciale venne istituito nel 1929 con il regio decreto 275/1929 "Regolamento per la professione di perito industriale".
La legge del 15 giugno 1931, n. 889 ("Riordinamento dell'istruzione media tecnica") precisa gli indirizzi specializzati della sezione industriale del corso superiore dell'istituto tecnico (meccanici elettricisti, minerari, tessili e tintori, edili, chimici, radiotecnici) e le materie di studio comuni a tutte le specializzazioni (italiano, storia, lingua straniera, matematica, meccanica, macchine, chimica, scienze naturali, geografia, fisica, elementi di diritto industriale, disegno e religione), oltre alle materie specifiche delle diverse specializzazioni:
- nella sezione a indirizzo specializzato per "meccanici elettricisti": elettrotecnica, tecnologia meccanica;
- nella sezione a indirizzo specializzato per "minerari": geometria descrittiva, disegno relativo, mineralogia, topografia, costruzioni, elettrotecnica, arte mineraria, preparazione meccanica dei minerali, igiene, pronto soccorso;
- nella sezione a indirizzo specializzato per "tessili e tintori": chimica analitica, chimica tessile, chimica tintoria, apprettatura, disegno ornamentale tessile, tecnologia del telaio meccanico e delle macchine di preparazione, composizione, analisi, disegno e fabbricazione dei tessuti, filatura, elettrotecnica;
- nella sezione a indirizzo specializzato per "edili": impianto ed organizzazione del cantiere e tecnologia delle costruzioni, resistenza dei materiali, costruzioni edili stradali ed idrauliche, disegno di costruzioni, disegno di proiezioni e forme architettoniche, topografia e disegno relativo, estimo, elettrotecnica;
- nella sezione a indirizzo specializzato per "chimici": fisico-chimica, elettrochimica, analisi chimica generale, analisi tecniche, chimica industriale e tintoria, impianti chimici, disegno relativo;
- nella sezione a indirizzo specializzato per "radiotecnici": tecnologia meccanica, elettrotecnica, telegrafia, telefonia, strumenti ed esercitazioni di misura, misure radio-elettriche, radiotecnica generale, montaggio di apparecchi radiotecnici, legislazione a norme per la radiotecnica.

La disciplina della professione venne riordinata in seguito dalla legge 2 febbraio 1990, n. 17 e dal decreto legge 29 marzo 2016, n. 42, convertito in legge 26 maggio 2016, n. 89.

## Descrizione generale

### La formazione
Il titolo, ai sensi della legge 89/2016 si consegue al completamento di un corso di laurea triennale tra quelli di cui all’articolo 55, comma 1, del regolamento di cui al DPR 328/2001.
Precedentemente,  ai sensi della legge 2 febbraio 1990, n. 17, il titolo si otteneva col conseguimento di diploma rilasciato da un tecnico industriale (ITI) statale, paritario o legalmente riconosciuto. Il perito industriale iscritto all'albo ha inoltre l'obbligo di curare il proprio aggiornamento professionale attraverso un'attività di formazione continua secondo il D.P.R. n. 137 del 7 agosto 2012 e successive modifiche. Per utilizzare il titolo professionale occorre il superamento dell'esame di stato e l'iscrizione all'albo professionale secondo le innovazioni apportate dalla legge 1990 dal decreto legge 29 marzo 2016, n. 42 - convertito con legge 26 maggio 2016, n. 89.
La preparazione del perito industriale nell'ambito delle materie ingegneristiche può associarsi a una specializzazione in un particolare settore dell'industria. Il perito industriale, nell'ambito delle proprie competenze, può svolgere funzioni di coordinamento, direttive, esecutive, progettazione, collaudo e ulteriori funzioni a seguito di successive abilitazioni conseguite previste dalla legge.
Le specializzazioni previste nel triennio sono le seguenti:
- arti fotografiche
- arti grafiche
- chimica conciaria
- chimica
- costruzioni aeronautiche
- disegno di tessuti
- edilizia
- elettronica e telecomunicazioni
- elettrotecnica e automazione
- energia nucleare
- fisica industriale
- industria cartaria
- industria mineraria
- industria navalmeccanica
- industria ottica
- industria tintoria
- informatica
- materie plastiche
- meccanica
- metallurgia
- tecnologie alimentari
- termotecnica
- tessile

### La libera professione
La professione è riservata agli iscritti all'ordine professionale; ai sensi della legge 26 maggio 2016, n. 89 l'accesso alla professione, previo superamento di un esame di stato, è riservato a chi sia in possesso di laurea triennale conseguita in specifiche classi
oppure, in via transitoria fino al 2024, ai diplomati degli istituti tecnici industriali che abbiano svolto un praticantato di 18 mesi.
Per essere iscritto nell'albo dei periti industriali secondo la legge n. 89/2016, art. 1-septies , commi 1 e 2, è necessario:
- essere cittadino italiano o di uno stato membro dell'Unione europea, ovvero italiano non appartenente alla Repubblica, oppure cittadino di uno Stato con il quale esista trattamento di reciprocità;
- godere il pieno esercizio dei diritti civili;
- essere di ineccepibile condotta morale;
- avere la residenza anagrafica nella circoscrizione del collegio presso il quale l'iscrizione è richiesta;
- essere in possesso della laurea di cui all'articolo 55, comma 1, del regolamento di cui al decreto del Presidente della Repubblica 5 giugno 2001, n. 328 ;
- avere conseguito l'abilitazione professionale all'esercizio della libera professione, subordinato al superamento di un apposito esame di Stato disciplinato della legge 8 dicembre 1956, n. 1378 e successive modifiche.

### Competenze professionali
Spettano ai periti industriali, per ciascuno nel limiti delle rispettive specialità di meccanico, elettrotecnico, edile, tessile, chimico, minerario, navale e altre analoghe, le funzioni esecutive per i lavori alle medesime inerenti. 
Possono inoltre essere adempiute:
- dai periti industriali di qualsiasi specialità, per ciascuno entro i limiti delle medesime, mansioni direttive nel funzionamento industriale delle aziende pertinenti alle specialità stesse;
- dai periti industriali con specializzazione in edilizia, anche la progettazione e direzione di modeste costruzioni civili, senza pregiudizio di quanto è disposto da speciali norme legislative nonché la misura, contabilità e liquidazione dei lavori di costruzione;
- dai periti industriali con specializzazione navale, anche la progettazione e direzione di quelle costruzioni navali alle quali sono abilitati dal titolo in base a cui conseguirono l'iscrizione nell'albo dei periti industriali;
- ai periti industriali con le specializzazioni in meccanica, elettrotecnica e affini, la progettazione, la direzione e l'estimo delle costruzioni di quelle semplici macchine e installazioni meccaniche o elettriche, le quali non richiedono la conoscenza del calcolo infinitesimale.

## Sbocchi professionali
Il perito industriale trova impiego anche come professionista dipendente iscritto all'albo in molte realtà lavorative, sia nel settore privato che nel pubblico impiego. In quest'ultimo ambito si pensi a realtà come ospedali, comuni, enti pubblici sempre più moderni e strutturati in uffici tecnici o dipartimenti di area tecnica, suddivisi in unità operative. Trova impiego anche nelle forze armate, ad esempio aeronautica militare o genio aeronautico. Il perito industriale nell'ambito del pubblico impiego è un professionista dipendente (codice degli appalti pubblici D.Lgs. n. 163/2006, art. 90 comma 4 e successive modifiche).
Nella libera professione e come professionista dipendente iscritto all'albo è tenuto a rispettare il codice deontologico.

## Normativa di riferimento

### Disciplina, competenze ed attività regolamentate
- Regio decreto 11 febbraio 1929, n. 275 - Regolamento per la professione di perito industriale
- Legge 25 aprile 1938, n. 897 - Norme sulla obbligatorietà dell'iscrizione negli albi professionali e sulle funzioni relative alla custodia degli albi
- Legge 23 novembre 1939, n. 1815 - Disciplina giuridica degli studi di assistenza e di consulenza
- Decreto legislativo luogotenenziale 23 novembre 1944, n. 382 - Norme sui Consigli degli ordini e collegi e sulle Commissioni interne professionali
- Decreto ministeriale 1º ottobre 1948 - Approvazione del regolamento per la trattazione dei ricorsi dinanzi al Consiglio Nazionale dei Periti Industriali
- Legge 10 giugno 1978, n. 292 - Esazione dei contributi per il funzionamento dei consigli degli ordini e dei collegi professionali
- Legge 2 febbraio 1990, n.17 - Modifiche all'ordinamento professionale dei Periti Industriali
- Decreto ministeriale 29 dicembre 1991, n.445 - Regolamento per lo svolgimento degli esami di Stato per l'abilitazione all'esercizio della libera professione di perito industriale
- Delibera del Consiglio nazionale dei periti industriali (CNPI) del 24 maggio 1990, ai sensi dell'art. 2 comma 5 della legge 2 febbraio 1990, n. 17 - Direttiva per la disciplina delle modalità di iscrizione e di svolgimento del praticantato, nonché sulla tenuta dei relativi registri
- Delibera del CNPI del 24 maggio 1990, ai sensi dell'art. 2 comma 5 della legge 2 febbraio 1990, n. 17 attualmente aggiornata con delibera del 2 febbraio 1996 n.122/18 - Direttiva per la disciplina delle modalità di iscrizione e di svolgimento del praticantato, nonché sulla tenuta dei relativi registri
- Delibera del CNPI del 24 maggio 1995 - Norme di deontologia professionale dei Periti Industriali
- Decreto ministeriale 29 dicembre 2000, n.447 - Regolamento concernente integrazione al Decreto del Ministro della Pubblica Istruzione 29 dicembre 1991, n.445
- Decreto del Presidente della Repubblica del 5 giugno 2001, n. 328 - Modifiche ed integrazioni della disciplina dei requisiti per l'ammissione all'esame di Stato e delle relative prove per l'esercizio di talune professioni, nonché della disciplina dei relativi ordinamenti
- Delibera del CNPI del 23 novembre 2005, n. 183/18 - Profili dei Periti Informatici
- Legge 24 marzo 2012, n. 27 - Conversione in legge, con modificazioni, del decreto-legge 24 gennaio 2012, n. 1, recante disposizioni urgenti per la concorrenza, lo sviluppo delle infrastrutture e la competitività
- Testo coordinato della L.17/90 con la L. 89/16 - Modifiche all'ordinamento professionale dei Periti Industriali.

Oltre alle funzioni stabilite dall'articolo 16 del regio decreto-legge n. 275 dell'11 febbraio 1929, spettano al perito industriale le funzioni attribuite dalle seguenti leggi:
- Regio decreto n. 1368 del 1941 - Funzione di consulenti tecnici del giudice;
- Legge n. 1220 del 4 novembre 1951 - Competenze per i frazionamenti catastali;
- Decreto del Presidente della Repubblica n. 645 del 29 gennaio 1958 e circolare ministeriale n. 35 del 9 luglio 1968 - Funzioni di assistenza e rappresentanza in materia tributaria;
- Decreto del Presidente della Repubblica n. 1288 del 24 ottobre 1967 - Competenze per la progettazione degli impianti termici;
- Decreto ministeriale del 27 agosto 1969 - Competenze per la progettazione e la direzione dei lavori riguardanti gli impianti e l'esercizio delle sciovie in servizio pubblico;
- Legge n.373/34 del 1976 - Norme per il contenimento del consumo energetico per usi termici negli edifici.
- Decreto ministeriale del 25 marzo 1985 - Procedure e requisiti per l'autorizzazione e l'iscrizione dei professionisti negli elenchi del Ministero dell'interno di cui alla legge 7 dicembre 1984, n. 818.

### Disposizioni sulle tariffe professionali
- Legge 12 marzo 1957, n. 146 - Tariffa professionale
- Legge 7 marzo 1967, n. 118 - Modifiche alle tariffe professionali
- Decreto ministeriale 30 ottobre 1969 - Approvazione delle tariffe professionali
- Decreto ministeriale 6 luglio 1973 - Approvazione delle tariffe professionali
- Decreto ministeriale 26 febbraio 1977 - Aggiornamento della tariffa degli onorari
- Decreto ministeriale 15 gennaio 1981 - Aggiornamento della tariffa degli onorari
- Decreto ministeriale 14 aprile 1987 - Approvazione delle tariffe professionali
- Decreto ministeriale 28 febbraio 1994, n. 250 - Aggiornamento tariffa degli onorari
- Decreto ministeriale 3 settembre 1997, n. 482 - Adeguamento dei compensi
- Decreto del Ministero di Giustizia 4 aprile 2001
- Delibera CNPI n. 185/18 del 23 novembre 2005 - Proposte per onorari a discrezione (operante nei collegi che lo hanno recepito)

## La figura nell'Unione europea
A livello europeo la figura del perito industriale (a seguito dell'armonizzazione delle professioni europee) è stata inserita nella categoria dell'Industrial engineer(trad. ingegnere industriale), livello di qualifica PS3, che prevede un diploma di istruzione post-secondaria di durata 3-4 anni (laurea triennale). Inoltre, con riferimento alle varie specializzazioni, le denominazioni in lingua inglese presenti sul sito della Commissione europea sono:
- Perito industriale in costruzioni ambiente e territorio: Construction environment and territory Industrial Engineer[17]
- Perito industriale in impiantistica elettrica ed automazione: Electric and Automation Industrial Engineer[18]
- Perito industriale in meccanica ed efficienza energetica: Mechanical and Energetic Efficiency Industrial Engineer[19]
- Perito industriale chimico: Chemical Industrial Engineer[20]
- Perito industriale informatico: Informatics Industrial Engineer[21]
- Perito industriale in prevenzione e igiene ambientale: Prevention and Environment Hygiene Industrial Engineer[22]